# 싸판쑹

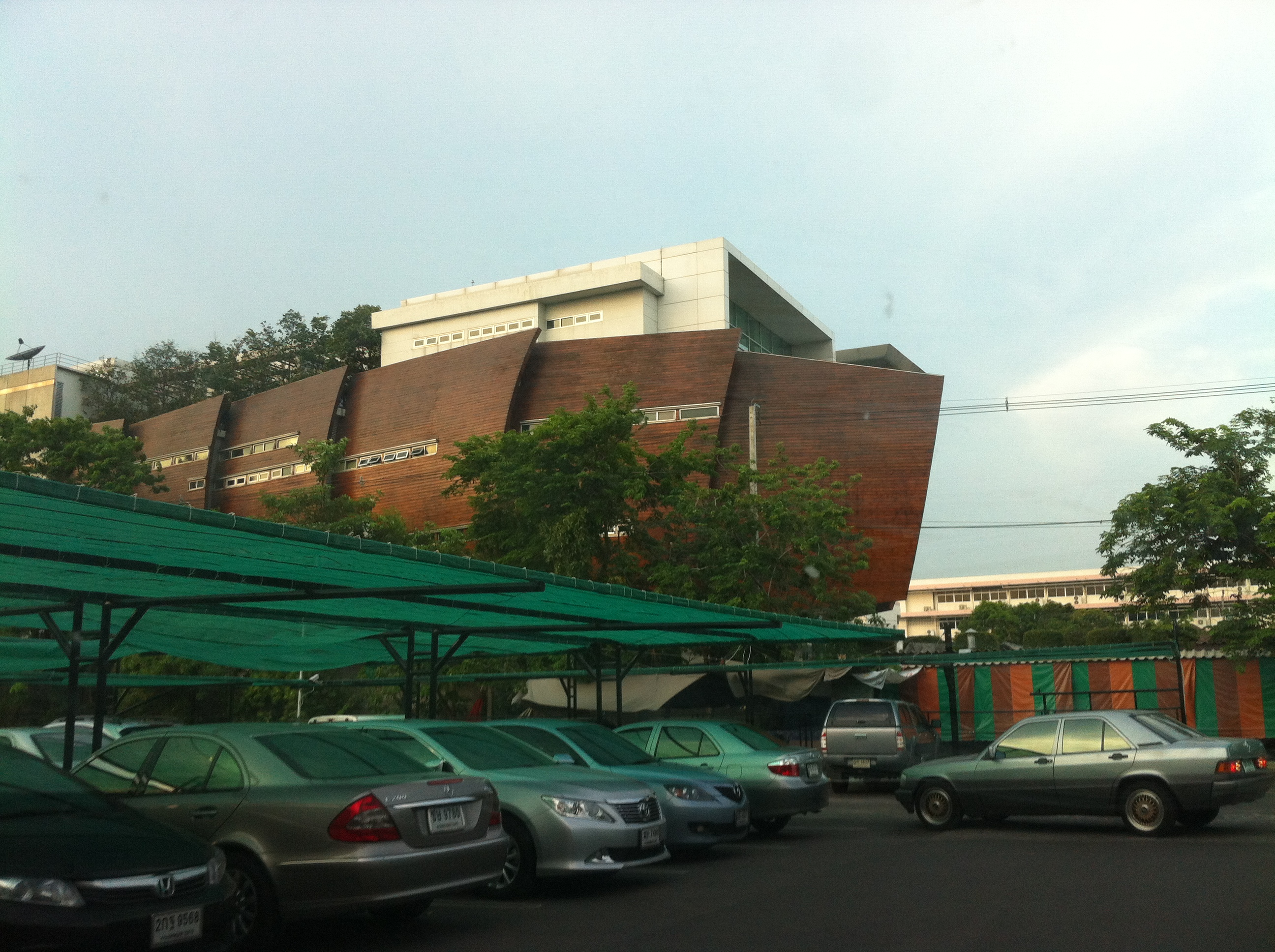

싸판쑹은 방콕의 행정 구역이다. 이 지역의 총 인구 수는 2017년 기준으로 95,537명이다. 인구 밀도는 3,396.99km2이다.

## 행정 구역
| 1. | Saphan Sung   | สะพานสูง   |
| 2. | Rat Phatthana | ราษฎร์พัฒนา |
| 3. | Thap Chang    | ทับช้าง     |